# مایکل میر
مایکل مِـیـِر (انگلیسی: Michael Mayer؛ زادهٔ ۲۷ ژوئن ۱۹۶۰) کارگردان نمایش، فیلم‌سازی، نمایشنامه‌نویس اهل ایالات متحده آمریکا است.
از فیلم‌ها یا مجموعه‌های تلویزیونی که وی در آن‌ها نقش داشته‌است، می‌توان به فلیکا، خانه‌ای در انتهای دنیا و از آسیب رساندن بپرهیز اشاره نمود.